# Ромненский район
Ро́мненский райо́н — упразднённые административно-территориальная единица (район) и муниципальное образование (муниципальный район) в Амурской области России.
С июня 2020 года преобразован в муниципальный округ законом от 22 мая 2020 года, в 2021 году Ромненский муниципальный округ утверждён как административно-территориальная единица.
Административный центр — село Ромны.

## География
Ромненский район расположен на востоке Зейско-Буреинской равнины. На востоке граничит с Хабаровским краем, на северо-западе и севере — с Мазановским, н на юге — с Бурейским, Завитинским и Октябрьским районами, на юго-западе — с Ивановским, на западе — с Белогорским и Серышевским районами области. Площадь территории — 10,1 тыс. км².

## История
26 мая 1941 года в результате разукрупнения Куйбышевского (Б. Кунгульский, Братолюбовский, Васильковский, Каховский, Н. Листвянский, Н. Николаевский, Ромненский и Хохлацкий сельсоветы) и Кагановичского (Верхне-Бельский, Знаменский, Кузьмичёвский, Любимовский, Ново-Российский и Святорусовский сельсоветы) районов был образован Советский район с центром в селе Ромны. 1 февраля 1963 года район был упразднён, 12 января 1965 года в соответствии с постановлением Бюро ЦК КПСС по РСФСР был образован Ромненский район в границах бывшего Советского.
С 1 января 2006 года в соответствии с Законом Амурской области от 29 ноября 2004 года № 382-ОЗ на территории района образованы 12 муниципальных образований (сельских поселений).
30 июня 2008 года Законом Амурской области № 76-ОЗ объединены Чергалинский и Смоляновский сельсоветы с центром в селе Чергали.
26 апреля 2013 года Законом Амурской области № 183-ОЗ Калиновский сельсовет вошёл в состав Ромненского сельсовета.

## Население
| 1959    | 1970    | 1979    | 1989    | 1990    | 1995    |
| ------- | ------- | ------- | ------- | ------- | ------- |
| 10 801  | ↗16 183 | ↗16 384 | ↘15 651 | ↘15 434 | ↘14 523 |
| 2000    | 2001    | 2002    | 2003    | 2004    | 2005    |
| ↘12 665 | ↘12 300 | ↘11 822 | ↘11 700 | ↘11 400 | ↘11 098 |
| 2009    | 2010    | 2011    | 2012    | 2013    | 2014    |
| ↘10 503 | ↘9401   | ↘9333   | ↘9075   | ↘8900   | ↘8750   |
| 2015    | 2016    | 2017    | 2018    | 2019    | 2020    |
| ↘8607   | ↘8441   | ↘8290   | ↘8103   | ↘7878   | ↘7710   |
| 2021    | 2023    |         |         |         |         |
| ↘7595   | ↘7325   |         |         |         |         |

## Муниципально-территориальное устройство
В Ромненский район входили 9 муниципальных образований со статусом сельских поселений:
| № | Сельское поселение        | Административный центр | Количество населённых пунктов | Население (чел.) | Площадь (км²) |
| - | ------------------------- | ---------------------- | ----------------------------- | ---------------- | ------------- |
| 1 | Амаранский сельсовет      | село Амаранка          | 3                             | ↘353             | 1528,00       |
| 2 | Дальневосточный сельсовет | село Дальневосточное   | 3                             | ↘331             | 2744,00       |
| 3 | Знаменский сельсовет      | село Знаменка          | 2                             | ↘458             | 1356,00       |
| 4 | Каховский сельсовет       | село Каховка           | 3                             | ↘476             | 2429,00       |
| 5 | Поздеевский сельсовет     | посёлок Поздеевка      | 3                             | ↘1953            | 1235,00       |
| 6 | Рогозовский сельсовет     | село Рогозовка         | 4                             | ↘415             | 1692,00       |
| 7 | Ромненский сельсовет      | село Ромны             | 2                             | ↘3021            | 17932,00      |
| 8 | Святоруссовский сельсовет | село Святоруссовка     | 3                             | ↘497             | 1883,00       |
| 9 | Чергалинский сельсовет    | село Чергали           | 6                             | ↘599             | 3362,00       |

Законом Амурской области от 30 июня 2008 года № 76-ОЗ был упразднён Смоляновский сельсовет, влитый в Чергалинский сельсовет.
Законом Амурской области от 26 апреля 2013 года № 183-ОЗ был упразднён Калиновский сельсовет, влитый в Ромненский сельсовет.
Законом Амурской области от 7 мая 2015 года № 534-ОЗ был упразднён Верхнебельский сельсовет, влитый в Поздеевский сельсовет.

### Населённые пункты
В Ромненском районе 29 населённых пунктов.
| №  | Населённый пункт | Тип     | Население | Муниципальное образование |
| -- | ---------------- | ------- | --------- | ------------------------- |
| 1  | Амаранка         | село    | ↘244      | Амаранский сельсовет      |
| 2  | Братолюбовка     | село    | ↘102      | Чергалинский сельсовет    |
| 3  | Верхнебелое      | село    | ↘261      | Поздеевский сельсовет     |
| 4  | Вознесеновка     | село    | ↘87       | Рогозовский сельсовет     |
| 5  | Восточная Нива   | село    | ↘6        | Амаранский сельсовет      |
| 6  | Высокое          | село    | →16       | Рогозовский сельсовет     |
| 7  | Григорьевка      | село    | ↘77       | Дальневосточный сельсовет |
| 8  | Дальневосточное  | село    | ↘250      | Дальневосточный сельсовет |
| 9  | Знаменка         | село    | ↘421      | Знаменский сельсовет      |
| 10 | Калиновка        | село    | ↘192      | Ромненский сельсовет      |
| 11 | Каховка          | село    | ↘313      | Каховский сельсовет       |
| 12 | Климовка         | село    | ↘21       | Рогозовский сельсовет     |
| 13 | Кузьмичи         | село    | ↘37       | Знаменский сельсовет      |
| 14 | Любимое          | село    | ↘118      | Святоруссовский сельсовет |
| 15 | Морозовка        | село    | →72       | Святоруссовский сельсовет |
| 16 | Новониколаевка   | село    | ↘103      | Амаранский сельсовет      |
| 17 | Новороссийка     | село    | →148      | Поздеевский сельсовет     |
| 18 | Новый Быт        | село    | ↘144      | Каховский сельсовет       |
| 19 | Поздеевка        | посёлок | ↘1526     | Поздеевский сельсовет     |
| 20 | Придорожное      | село    | →42       | Чергалинский сельсовет    |
| 21 | Райгородка       | село    | ↘25       | Чергалинский сельсовет    |
| 22 | Рогозовка        | село    | ↗291      | Рогозовский сельсовет     |
| 23 | Ромны            | село    | ↘2685     | Ромненский сельсовет      |
| 24 | Святоруссовка    | село    | ↘307      | Святоруссовский сельсовет |
| 25 | Серединное       | село    | ↗19       | Каховский сельсовет       |
| 26 | Смоляное         | село    | ↘124      | Чергалинский сельсовет    |
| 27 | Урожайное        | село    | →4        | Дальневосточный сельсовет |
| 28 | Хохлатское       | село    | ↘36       | Чергалинский сельсовет    |
| 29 | Чергали          | село    | ↘270      | Чергалинский сельсовет    |

### Упразднённые населённые пункты
6 июня 2001 года было упразднено село Васильки.
Село Новолиствянка (законом от 3 октября 2014 года).

## Экономика
Экономика района представлена следующими отраслями производства:
- сельское хозяйство;
- автомобильный транспорт и дорожное хозяйство;
- пищевая и перерабатывающая промышленность;
- торговля, бытовое обслуживание и общественное питание.

Ключевой отраслью является сельское хозяйство.

## Транспорт
По территории Ромненского района проходит Транссибирская магистраль. Станция Поздеевка Забайкальской железной дороги (в селе Поздеевка).
Федеральная трасса Чита — Хабаровск идёт параллельно Транссибу, примерно в 10 км восточнее.
Развита сеть автомобильных дорог.